# دومین شانس
دومین شانس نام یک کتاب ادبی است که توسط کنستانتین ویرژیل گئورگیو، نویسندهٔ اهل رومانی نوشته شده‌است. این کتاب یکی از آثار مشهور ادبی جهان است.